# Alberto Volpi
Alberto Volpi (Saronno, 9 de desembre de 1962) és un ciclista italià, ja retirat, que fou professional entre 1984 i 1997.
Com a ciclista amateur va prendre part als Jocs Olímpics d'Estiu de 1984 a Los Angeles, on fou tretzè en la cursa en línia del programa de ciclisme. Aquell mateix any passà a professionals. Destaca la victòria en la classificació dels joves del Giro d'Itàlia de 1985 i la Wincanton Classic de 1993.
En retirar-se com a ciclista passà a desenvolupar tasques de director esportiu en diferents equips: com el Riso Scotti-MG Boys Maglificio, el Vini Caldirola, el Fassa Bortolo o el Liquigas-Cannondale entre d'altres.

## Palmarès
- 1982
  - 1r a la Coppa Colli Briantei
- 1983
  - 1r a la Coppa Colli Briantei
  - 1r al Gran Premi Santa Rita
- 1985
  - 1r al Gran Premi Ciutat de Camaiore
  -  1r de la Classificació dels joves al Giro d'Itàlia
- 1989
  - 1r al Giro de Calàbria i vencedor d'una etapa
- 1993
  - 1r a la Wincanton Classic
- 1997
  - Vencedor d'una etapa de la Volta ao Alentejo

### Resultats al Giro d'Itàlia
- 1985. 10è de la classificació general.  1r de la Classificació dels joves
- 1986. Abandona (16a etapa)
- 1987. 23è de la classificació general
- 1988. 19è de la classificació general
- 1989. Abandona (11a etapa)
- 1990. 38è de la classificació general
- 1992. 29è de la classificació general
- 1993. 24è de la classificació general
- 1994. 35è de la classificació general
- 1995. 45è de la classificació general
- 1996. Abandona (13a etapa)
- 1997. 16è de la classificació general

### Resultats al Tour de França
- 1989. Abandona (13a etapa)
- 1990. 74è de la classificació general
- 1995. 65è de la classificació general

### Resultats a la Volta a Espanya
- 1991. No surt (10a etapa)